# مدرسة بهائية

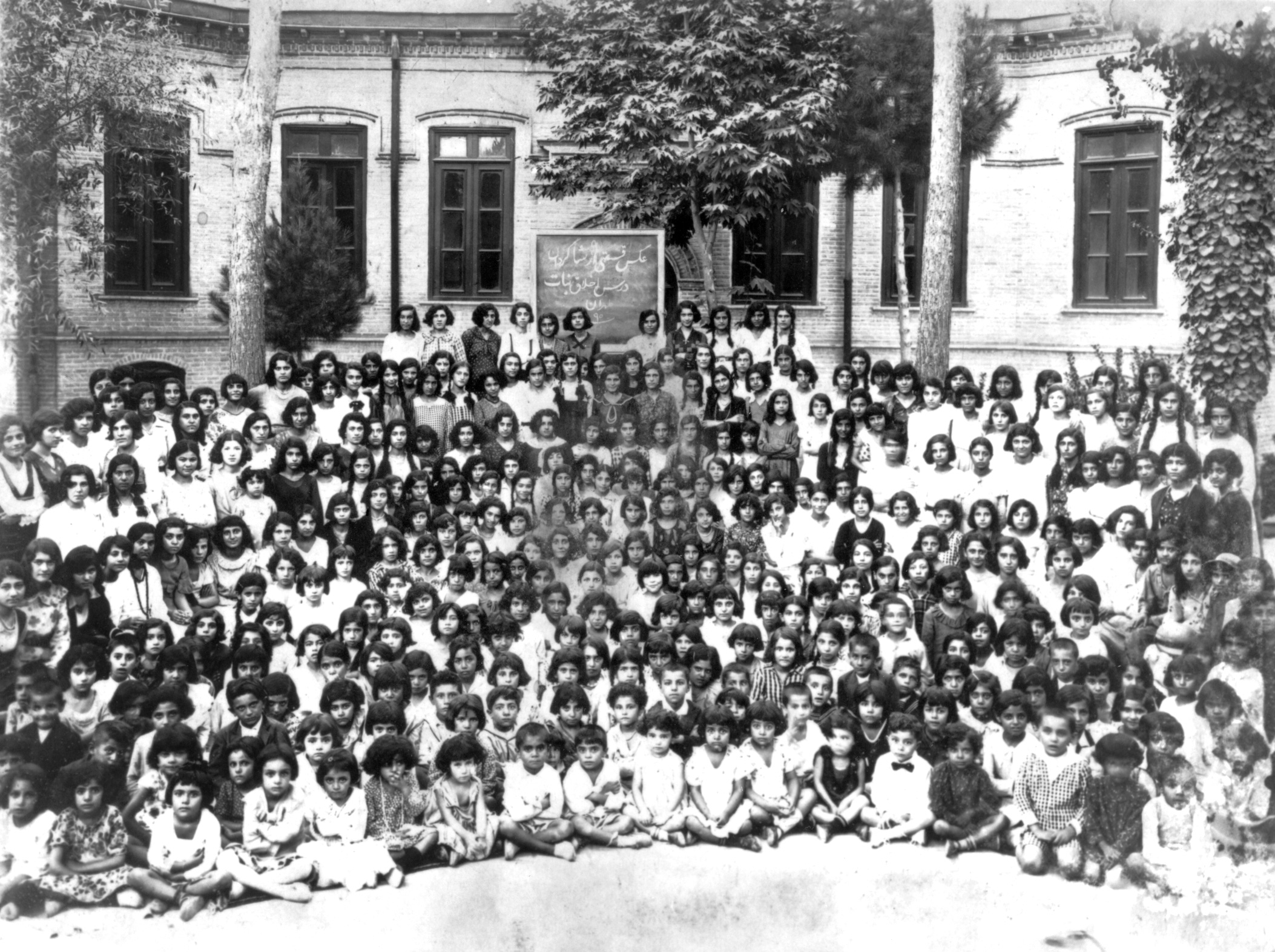
طالبات مدرسة البنات، طهران، 13 أغسطس 1933. تم إغلاق المدرسة بموجب مرسوم حكومي في عام 1934. المصدر: تاريخ الجهود التعليمية البهائية في إيران.

المدرسة البهائية في أبسط صورها هي مدرسة تديرها رسميًا المؤسسات البهائية في نطاق اختصاصها وقد تكون فصلًا محليًا أو مجموعة من الفصول الدراسية، والتي تُدار عادةً أسبوعيًا حيث يجتمع الأطفال معًا لدراسة التعاليم البهائية، أو الشخصيات البهائية المركزية، أو الإدارة البهائية. قد يتم تقليص التركيز على المواضيع البهائية لصالح منهج عام، غالبًا بطابع دولي، ويحصل على اعتماد من جهات متنوعة.
ومن أبرز هذه المؤسسات مؤسسة "جرين إيكر"، التي تعتبر نموذجاً لمؤسسة بهائية، والتي تأسست في عام 1894 لاستكشاف التنوع الديني سعيُا إلى الوحدة، وكان أول البهائيين قد ظهروا هناك في عام 1901. أصبحت رسميًا تحت الإدارة البهائية مؤسسيًا اعتبارًا من عام 1916 بعد عدة سنوات من الترويج للأفكار البهائية تحت قيادة سارة فارمر. وباعتبارها مؤسسة بهائية، فقد بدأت في إلهام مدارس إقليمية أخرى في الولايات المتحدة للدين: أولاً، جاءت مدرسة بوش البهائية التي أصبحت رسميًا مدرسة بهائية في عام 1927 ومدرسة أخرى في عام 1931 في مدرسة لوهيلين البهائية.
قبل عام 1911 كانت هناك مدرسة خاصة للبنات في طهران افتتحتها نساء بهائيات إيرانيات. خلال الثورة الدستورية الفارسية، استدعت الظروف إغلاق المدرسة. المدرسة التي خلفتها، تربية البنات، والتي أُسست في عام 1911، كانت أكثر مدارس البنات البهائية احترامًا. تأسست على جهود مدرسة خاصة للفتيات من قبل البهائيين، وأعيد افتتاحها تحت إشراف لجنة مدرسة الأولاد البهائية الإيرانية والعديد من رائدات البهائية الأمريكيات. على الرغم من أن برنامج التربية الدينية كان يستهدف المجتمع البهائي الإيراني، إلا أنه اجتذب أطفالاً من عائلات غير بهائية، حيث كان المنهج الدراسي علمانياً إلى حد كبير.
وتشمل الأمثلة الأخرى للمدارس البهائية مدرسة تاونسند الدولية في جمهورية التشيك، ومدرسة العصر الجديد الثانوية في الهند، أو مدرسة الكوكب الواحد الدولية في إثيوبيا.[بحاجة لمصدر] العضوية البهائية ليست مطلوبة. وفي إيران، أدت الصراعات ضد اضطهاد البهائيين إلى تطوير مؤسسة متطورة تشبه الجامعة (مثل المعهد البهائي للتعليم العالي).
في العقود الأخيرة، بدأ الاتجاه نحو مضاعفة الخدمات المجتمعية في فصول الأطفال المجاورة في المجتمعات البهائية بناءً على حث بيت العدل الأعظم. لا يهدف هذا إلى استبدال المدارس المركزية، بل إلى توفير التعليم الروحي على أساس محلي. وقد أدى هذا في بعض المجتمعات إلى إغلاق "مدرسة الأحد" المركزية، بينما في مجتمعات أخرى، تم الحفاظ على كلا النهجين. انظر معهد روحي.

## مدرسة مستوحاة من البهائية
المدرسة المستوحاة من البهائية هي مدرسة تديرها وكالة مستقلة غير تابعة لأي مؤسسة من مؤسسات الإيمان البهائي ولكن لها صلات واضحة - مثل وجود بهائيين في قيادتها الإدارية أو المشاركة في تأسيس المدرسة. في حين أن هذه المدارس غالبًا ما تركز على الأفكار العامة من التعاليم البهائية، أو الشخصيات المركزية البهائية، أو الإدارة البهائية، فإن الموضوعات البهائية يتم تقليصها لصالح القوة الأكاديمية.

### قائمة المدارس المستوحاة من البهائية
- مدرسة باناني الثانوية الدولية في زامبيا[4]
- مدرسة تاونسند الدولية في جمهورية التشيك[5]
- Forel International School[الإنجليزية] في سلوفاكيا[6]
- مدرسة الأمم في ماكاو[7]
- مدرسة مدينة مونتيسوري في الهند[8]
- مدرسة العصر الجديد الثانوية في الهند[9]
- مدرسة رباني البهائية المنحلة في الهند[10]
- معهد بارلي لتنمية المرأة الريفية في الهند
- مدرسة ماكسويل الدولية في كندا التي لم تعد موجودة الآن[11]
- مدرسة الأمم (البهائية – البرازيل).[12]
- أكاديمية نانسي كامبل في ستراتفورد، كندا[13]